# Disturbed
Disturbed je ameriška rock skupina iz Chicaga, ustanovljena leta 1996, ko so glasbeniki Dan Donegan, Steve »Fuzz« Kmak, in Mike Wengren najeli pevca Davida Draimana. Njihov slog glasbe se razprostira od nu metala in hard rocka do heavy metala.
Zgodovina
Zgodnja leta kot Brawl
Preden se je vokalist David Draiman pridružil skupini Disturbed, so bili znani kot Brawl. Skupino so takrat sestavljali vokalist Erich Awalt, kitarist Dan Donegan in basist Steve "Fuzz" Kmak. 

## Diskografija

### Studijski albumi
- The Sickness (2000)
- Believe (2002)
- Ten Thousand Fists (2005)
- Indestructible (2008)
- Asylum (2010)
- The Lost Children (2011)
- Immortalized (2015)
- Evolution (2018)